# 660年代
| 千纪： | 1千纪                                                                                  |
| 世纪： | 6世纪 \| 7世纪 \| 8世纪                                                                |
| 年代： | 630年代 \| 640年代 \| 650年代 \| 660年代 \| 670年代 \| 680年代 \| 690年代              |
| 年份： | 660年 \| 661年 \| 662年 \| 663年 \| 664年 \| 665年 \| 666年 \| 667年 \| 668年 \| 669年 |

## 大事记
- 663年——新罗和唐朝的联军在白村江口击败倭军。
- 663年——吐蕃攻占吐谷浑全境，吐谷浑灭亡。
- 665年——朝鲜高句丽发生内乱。
- 665年——西突厥“弩失毕”和“啜陆”两部起兵反叛唐任命的可汗，宣布独立。
- 665年——唐朝颁行《麟德历》。
- 665年——山西大同崇福寺建寺。
- 665年十月二十八日——唐高宗与武则天从洛阳出发封禅泰山。

## 逝世
- 665年——程咬金，唐朝将军
- 665年——于志宁，唐朝大臣